# Hauskirche zum Heiligen Kreuz (Halle)

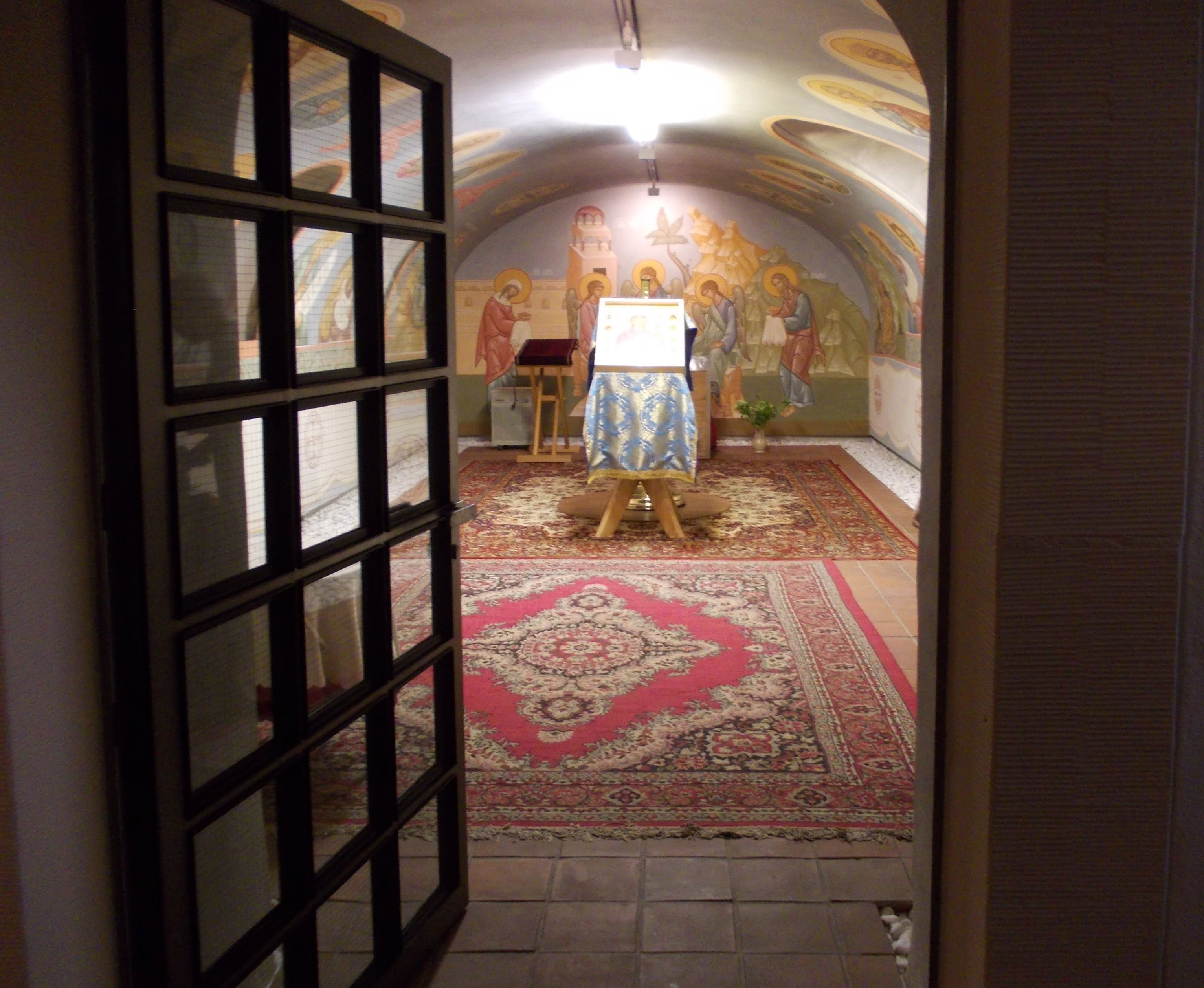
Hauskirche zum Heiligen Kreuz

Die russisch-orthodoxe Kirche zum Heiligen Kreuz ist eine Hauskirche in den Franckeschen Stiftungen in Halle (Saale) und neben Magdeburg eine von zwei russisch-orthodoxen Kirchen in Sachsen-Anhalt. Sie wurde im Jahr 2000 in einem Gewölbekeller des Hauses 24 der Stiftungen unter Leitung des Architekten Wilfried Ziegemeier errichtet. Ebenfalls 2000 wurde sie von Erzbischof Feofan aus Berlin geweiht. Die Wände sind der Tradition orthodoxer Kunst folgend mit Ikonen von Gerechten und Heiligen sowie Szenen der biblischen Geschichte bemalt. Das Moskauer Ikonenmalerehepaar Marina Sinanjan und Vladimir Stscherbinin gestaltete diese in aufwändiger Freskenmalerei. Die Ikonostase entstand nach einem Entwurf des halleschen Handwerksmeisters Eberhard Kull mit Ikonen, die ein Weimarer russisch-orthodoxer Priester malte.